# Форт Конгер
Форт Конгер — бывшее поселение, армейская база и научно-исследовательский пункт в регионе Кикиктаалук, Нунавут, Канада. Он был основан в 1881 году как лагерь исследователей Арктики, и получил известность как место проведения первой крупной научной экспедиции в северный полярный регион — экспедиции в залив Леди Франклин, возглавляемой Адольфом Грили в рамках вклада правительства Соединенных Штатов в Первый Международный полярный год. Позже его использовал в качестве опорного пункта Роберт Пири во время некоторых своих арктических экспедиций.
Форт Конгер расположен на северном берегу залива Леди Франклин в Земле Гриннелл, на северо-востоке острова Элсмир в национальном парке Куттинирпаак. Остров Белло находится напротив форта Конгер в районе Дискавери-Харбор. Флора этого района отличается отсутствием деревьев, но в нём произрастают травы и осоки. Гавань форта окружена высокими скалами. В настоящее время в форте нет постоянных жителей. В 1991 году некоторые из строений в Форт-Конгер были внесены в список зданий федерального наследия Канады.